# Герб Хомустахского 1-го наслега
Герб муниципального образования сельское поселение «Хомустахский 1-й наслег» Намского улуса Республики Саха (Якутия) Российской Федерации.
Герб утверждён Решением Хомустахского 1-го наслежного Совета № 32-1 от 26 февраля 2010 года.
Герб внесён в Государственный геральдический регистр Российской Федерации под регистрационным номером 6617.

## Описание герба
«В зелёном поле повышенный золотой безант, сопровождаемый по сторонам изогнутыми сообразно шару золотыми пучками камыша, а внизу узким серебряным волнистым поясом; поверх всего три выходящих снизу пурпурных сэргэ (коновязи в виде столбов с выточкой в верхней части), среднее из которых выше и увенчано пурпурной же конской головой».